# جوليان توماس
جوليان توماس (بالإنجليزية: Julian Thomas)‏ هو صحفي أسترالي، ولد في 15 نوفمبر 1843، وتوفي في 4 سبتمبر 1896.